# Edward Blyth

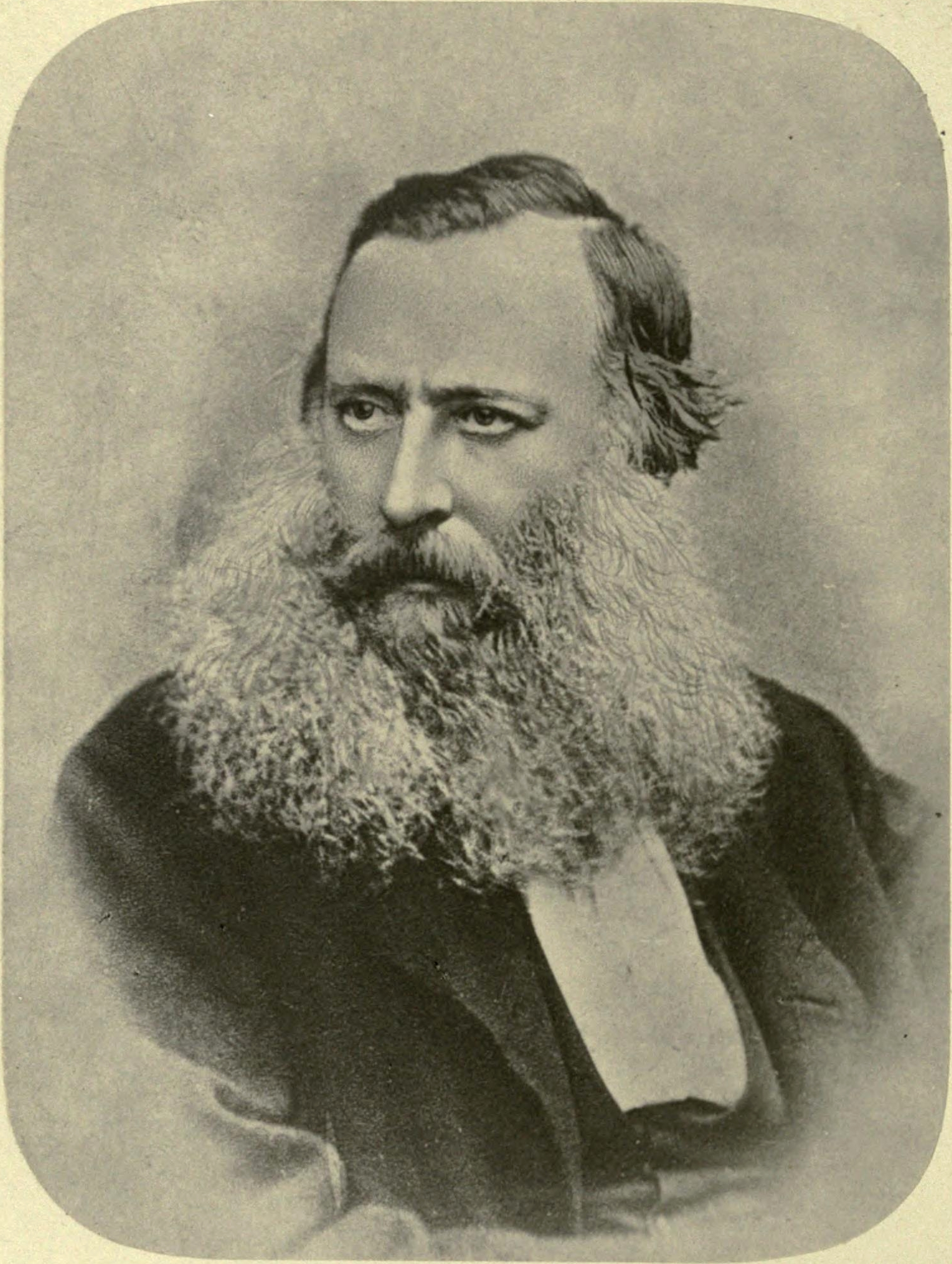

Edward Blyth (23 tháng 12 năm 1810 – 27 tháng 12 năm 1873) là một nhà động vật học và dược sĩ người Anh, người đã làm việc trong phần lớn cuộc đời của mình ở Ấn Độ với tư cách là người phụ trách động vật học tại bảo tàng của Hiệp hội Á châu Ấn Độ ở Calcutta.
Blyth được sinh ra ở London vào năm 1810. Năm 1841, ông tới Ấn Độ để trở thành người phụ trách bảo tàng của Hiệp hội Á hoàng Hoàng gia Bengal. Anh ta bắt đầu cập nhật các danh mục của bảo tàng, xuất bản một Danh mục các loài chim của Hiệp hội Á châu vào năm 1849. Anh ta đã bị ngăn không làm nhiều công việc thực địa, nhưng đã nhận và mô tả các mẫu vật chim từ AO Hume, Samuel Tickell, Robert Swinhoe và những người khác. Ông vẫn là người quản lý cho đến năm 1862, khi sức khỏe yếu buộc phải trở về Anh. Ông Lịch sử Tự nhiên của Cần cẩu được xuất bản sau khi ông mất vào năm 1881.

Loài gia cầm mang tên ông bao gồm Aceros plicatus, chim chích lá Blyth của, Diều Blyth, bulbul ôliu Blyth của, vẹt đuôi dài Blyth của, Cú muỗi mỏ quặp Blyth, acrocephalus dumetorum, Carpodacus grandis, pteruthius aeralatus, Tragopan Blyth của, anthus godlewskii và Bồng chanh rừng. Các loài bò sát và một chi mang tên của mình bao gồm Blythia reticulata, Eumeces blythianus và Rhinophis blythii